# Cantone di Saint-Julien-l'Ars
Il Cantone di Saint-Julien-l'Ars era una divisione amministrativa dell'arrondissement di Poitiers.
È stato soppresso a seguito della riforma complessiva dei cantoni del 2014, che è entrata in vigore con le elezioni dipartimentali del 2015.
Comprendeva i comuni di:
- Bignoux
- Bonnes
- La Chapelle-Moulière
- Jardres
- Lavoux
- Liniers
- Pouillé
- Saint-Julien-l'Ars
- Savigny-Lévescault
- Sèvres-Anxaumont
- Tercé